# Крестьяновский сельский совет
Крестьяновский сельский совет (укр. Крестянівська сільська рада, крымскотат. Sırt Caylav köy şurası), согласно законодательству Украины — административно-территориальная единица в составе Первомайского района Автономной Республики Крым.
Население по переписи 2001 года составляло 1998 человек, площадь поселения 64 км².
К 2014 году состоял из 2 сёл:
- Крестьяновка
- Новая Деревня

## История
Лариндорфский сельсовет был образован в 1930-х годах в составе еврейского национального Лариндорфского района (на 1940 год он уже существовал). Указом Президиума от 21 августа 1945 года он был переименован в Крестьяновский сельский совет. С 25 июня 1946 года сельсовет в составе Крымской области РСФСР. 26 апреля 1954 года Крымская область была передана из состава РСФСР в состав УССР. Время упразднения сельсовета и включения в Островский пока не выяснено: на 15 июня 1960 года сёла уже числились в его составе.
Указом Президиума Верховного Совета УССР «Об укрупнении сельских районов Крымской области», от 30 декабря 1962 года был упразднён Первомайский район и село присоединили к Красноперекопскому. 8 декабря 1966 года был восстановлен Первомайский район, к 1 января 1977 года был восстановлен Крестьяновский сельсовет.
С 12 февраля 1991 года сельсовет в восстановленной Крымской АССР, 26 февраля 1992 года переименованной в Автономную Республику Крым. С 21 марта 2014 года в составе Крыма аннексирован Россией. Законом «Об установлении границ муниципальных образований и статусе муниципальных образований в Республике Крым» от 4 июня 2014 года территория административной единицы была объявлена муниципальным образованием со статусом сельского поселения.